# Alex Shibicky
Alex Dimitri Shibicky (né le 19 mai 1914 à Winnipeg, dans la province de le Manitoba, au Canada – mort le 9 juillet 2005 à Surrey en Colombie-Britannique) est un joueur professionnel canadien de hockey sur glace qui évoluait au poste d'ailier gauche. Il joue pour la franchise des Rangers de New York dans la Ligue nationale de hockey au cours des années 1930-1940 et remporte avec eux la Coupe Stanley à la fin de la saison 1939-1940.

## Biographie
Alex Dimitri Shibicky naît le 19 mai 1914 à Winnipeg, dans le Manitoba au Canada ; il commence sa carrière en jouant avec le Columbus Club de Winnipeg en 1931-1932. Deux saisons plus tard, il joue avec les Fishermen junior de Selkirk quand il est repéré par les recruteurs des Rangers de New York de la Ligue nationale de hockey ; il signe avec eux un contrat le 18 octobre 1934 dans la même période que Neil et Mac Colville.
Il joue une vingtaine de rencontres lors de la saison 1934-1935 dans l'Eastern Hockey League avec les Crescents de Brooklyn ; il est élu à la fin de la saison dans la première équipe d'étoiles de l'EHL. Il fait ses débuts dans la LNH avec les Rangers pour la saison 1935-1936, jouant également une trentaine de rencontres dans la Can-Am avec les Ramblers de Philadelphie.
Lors de la saison 1939-1940, les Rangers terminent deuxièmes de la LNH, trois points derrière les Bruins de Boston. Bruins et Rangers sont directement qualifiés pour les demi-finales de la Coupe Stanley et sont opposés dans une série au meilleur des sept matchs. Les Rangers se qualifient pour la finale de la Coupe en remportant le sixième match de la série 4-2.
Les Rangers sont opposés lors de cette finale aux Maple Leafs de Toronto, troisièmes de la saison régulière, et ayant remporté les tours précédents des séries en deux rencontres à chaque fois. Les deux premières rencontres sont jouées dans le Madison Square Garden et les joueurs locaux s'imposent 2-1 et 6-2. Les Maple Leafs se reprennent en remportant les deux rencontres suivantes chez eux sur les scores de 2-1 et 3-0. Les deux dernières rencontres suivantes se finissent à la suite de prolongations avec deux victoires pour New York, les Rangers gagnant leur troisième Coupe Stanley de leur histoire en quatorze saisons. Shibicky joue les deux dernières rencontres de la finale alors qu'il s'est cassé la cheville à trois endroits au cours d'une rencontre précédente.
Il quitte les Rangers avant les débuts de la saison 1942-1943 pour rejoindre l'Armée canadienne qui est engagée dans la Seconde Guerre mondiale. Il joue tout de même au cours des deux saisons pour des équipes d'Ottawa ; il remporte avec les Commandos d'Ottawa la Coupe Allan,.
Shibicky retourne jouer avec les Rangers pour la saison 1945-1946 mais ne participe qu'à une trentaine de rencontres avec l'équipe de la LNH avant d'être affecté aux Reds de Providence dans la Ligue américaine de hockey. Il joue la saison 1946-1947 avec les Ramblers de New Haven également dans la LAH pour sa dernière saison de joueur. Par la suite, il devient entraîneur pour différentes équipes junior ; il entraîne ainsi d'abord les Royals de New Westminster de la Pacific Coast Hockey League en 1948-1949. Il passe derrière le banc des Bombers de Flin Flon de la Ligue de hockey junior de la Saskatchewan en 1951-1952 et 1952-1953. Lors de la saison suivante, il est de retour avec les Royals de New Westminster qui évoluent désormais dans la Western Hockey League.
À la suite de sa carrière, il enseigne le hockey dans des écoles de hockey puis s'engage avec les frères Colville dans une chaîne de restaurants. En 1986, il est nommé membre honoraire du Temple de la renommée du hockey du Manitoba. Il meurt, le 9 juillet 2005 à Surrey en Colombie-Britannique, à l'âge de 91 ans en étant un des trois survivant de l'équipe de 1939-1940 des Rangers de New York. Il laisse derrière lui sa femme, Gloria Aspinall, ainsi que deux fils, Alex Junior et Bill, trois filles Kathy Haskell, Lori et Nancy ainsi que six petits-enfants.

## Statistiques
| Saison     | Équipe                    | Ligue       |     | Saison régulière | Saison régulière | Saison régulière | Saison régulière | Saison régulière |    | Séries éliminatoires | Séries éliminatoires | Séries éliminatoires | Séries éliminatoires | Séries éliminatoires |
| Saison     | Équipe                    | Ligue       | PJ  | B                | A                | Pts              | Pun              | PJ               | B  | A                    | Pts                  | Pun                  |                      |                      |
| 1931-1932  | Columbus Club de Winnipeg | MAHA        |     |                  |                  |                  |                  |                  |    |                      |                      |                      |                      |                      |
| 1932-1933  | Columbus Club de Winnipeg | MHL Jr.     | 11  | 3                | 0                | 3                | 18               | 3                | 1  | 0                    | 1                    | 0                    |                      |                      |
| 1933-1934  | Fishermen Jr. de Selkirk  | MHL         | 12  | 11               | 4                | 15               | 19               | 5                | 6  | 3                    | 9                    | 0                    |                      |                      |
| 1933-1934  | Fishermen de Selkirk      | MHL Sr.     | 1   | 0                | 0                | 0                | 0                |                  |    |                      |                      |                      |                      |                      |
| 1934-1935  | Crescents de New York     | EHL         | 21  | 16               | 9                | 25               | 31               | 8                | 8  | 1                    | 9                    | 4                    |                      |                      |
| 1935-1936  | Rangers de New York       | LNH         | 18  | 4                | 2                | 6                | 6                |                  |    |                      |                      |                      |                      |                      |
| 1935-1936  | Ramblers de Philadelphie  | Can-Am      | 28  | 16               | 6                | 22               | 13               |                  |    |                      |                      |                      |                      |                      |
| 1936-1937  | Rangers de New York       | LNH         | 47  | 14               | 8                | 22               | 30               | 9                | 1  | 4                    | 5                    | 0                    |                      |                      |
| 1937-1938  | Rangers de New York       | LNH         | 48  | 17               | 18               | 35               | 26               | 3                | 2  | 0                    | 2                    | 2                    |                      |                      |
| 1938-1939  | Rangers de New York       | LNH         | 48  | 24               | 9                | 33               | 24               | 7                | 3  | 1                    | 4                    | 2                    |                      |                      |
| 1939-1940  | Rangers de New York       | LNH         | 44  | 11               | 21               | 32               | 33               | 11               | 2  | 5                    | 7                    | 4                    |                      |                      |
| 1940-1941  | Rangers de New York       | LNH         | 41  | 10               | 14               | 24               | 14               | 3                | 1  | 0                    | 1                    | 2                    |                      |                      |
| 1941-1942  | Rangers de New York       | LNH         | 45  | 20               | 14               | 34               | 16               | 6                | 3  | 2                    | 5                    | 2                    |                      |                      |
| 1942-1943  | Engineers d'Ottawa        | LHSQ        | 9   | 9                | 13               | 22               | 6                |                  |    |                      |                      |                      |                      |                      |
| 1942-1943  | Commandos d'Ottawa        | LHSQ        | 18  | 15               | 7                | 22               | 25               | 11               | 7  | 5                    | 12                   | 12                   |                      |                      |
| 1942-1943  | Commandos d'Ottawa        | Coupe Allan |     |                  |                  |                  |                  | 11               | 11 | 13                   | 24                   | 2                    |                      |                      |
| 1943-1944  | Commandos d'Ottawa        | LHSQ        | 10  | 6                | 6                | 12               | 6                |                  |    |                      |                      |                      |                      |                      |
| 1944-1945  | Engineers d'Ottawa        | LHSQ        | 4   | 3                | 5                | 8                | 0                | 5                | 8  | 3                    | 11                   | 4                    |                      |                      |
| 1945-1946  | Rangers de New York       | LNH         | 33  | 10               | 5                | 15               | 12               |                  |    |                      |                      |                      |                      |                      |
| 1945-1946  | Reds de Providence        | LAH         | 18  | 7                | 12               | 19               | 4                | 1                | 0  | 0                    | 0                    | 0                    |                      |                      |
| 1946-1947  | Ramblers de New Haven     | LAH         | 53  | 20               | 12               | 32               | 28               | 3                | 0  | 2                    | 2                    | 0                    |                      |                      |
| Totaux LNH | Totaux LNH                | Totaux LNH  | 324 | 110              | 91               | 201              | 161              | 39               | 12 | 12                   | 24                   | 12                   |                      |                      |

## Trophées et honneurs personnels
- 1934-1935 : première équipe d'étoiles de l'EHL
- 1939-1940 : remporte la Coupe Stanley de la LNH avec les Rangers de New York
- 1942-1943 : remporte la Coupe Allan avec Commandos d'Ottawa
- 1986 : membre honoraire du Temple de la renommée du hockey du Manitoba